# Australis
Die Australis ist eine biogeographische Region mit dem Kerngebiet Australien. Beim Florenreich hat die Australis engere Grenzen als beim Faunenreich.
Das Florenreich der Australis umfasst das australische Festland und Tasmanien. Das Faunenreich umfasst außerdem Neuguinea, Neuseeland und Polynesien.
Als Namensbestandteil von Gattungen wie dem südamerikanischen Seebären (Arctocephalus australis) bezieht sich australis gemäß der lateinischen Ursprungsbedeutung "südlich" aber oft nicht auf Australien oder die Australis.

## Florenreich
Charakteristische Florenelemente der Australis finden sich in den Familien der Kasuarinengewächse (Casuarinaceae), der Griffelbechergewächse (Goodeniaceae), der Grasbaumgewächse (Xanthorrhoeaceae), der Myoporaceae und der Stylidiaceae sowie den Australheidegewächse (Styphelioideae), welche lange als eigene Familie der Stypheliodaceae geführt wurden und nach neueren Untersuchungen zu den Heidekrautgewächsen (Ericaceae) gehören, und der Gattung Brunonia, welche vormals in der monotypischen Familie der Brunoniaceae zu finden war und heute in die Griffelbechergewächse eingeordnet wird. Charakteristische Gattungen sind die Akazien (Acacia), die Banksien (Banksia) und die Eukalypten (Eucalyptus).

## Faunenreich
Charakteristische Vertreter des Faunenreichs sind der Lungenfisch Neoceratodus und die Brückenechse Sphenodon; unter den Vögeln die Kasuare, Emus, Großfußhühner, Kiwis, Würgerkrähen, Paradiesvögel, Honigfresser, Lappenvögel, Laubenvögel und Kakadus; unter den Säugetieren besonders die Kloakentiere mit Schnabeltieren und Schnabeligeln, sowie die Beutelsäuger (vor allem Beutelmulle, Ameisenbeutler, Kängurus und Beutelmarder).
Die Australis wird in drei Subregionen unterteilt:
- Die kontinental-australische Subregion umfasst Australien, Tasmanien und Neuguinea.
- Die neuseeländische Subregion umfasst Neuseeland und die vorgelagerten Inseln.
- Die polynesische Subregion umfasst Polynesien.

## Belege
- H. J. Müller: Ökologie. 2. Auflage, Gustav Fischer, Jena 1991, S. 132 ff. ISBN 3-334-00398-1
- P. Sitte, E. W. Weiler, J. W. Kadereit, A. Bresinsky, C. Körner: Strasburger – Lehrbuch der Botanik für Hochschulen. 35. Auflage, Spektrum Akademischer Verlag, Heidelberg 2002, S. 986, ISBN 3-8274-1010-X
- H. Walter, S.-W. Breckle: Ökologie der Erde. Band 1: Grundlagen. 2. Auflage, Gustav Fischer, Stuttgart 1991, S. 11 f. ISBN 3-437-20454-8